# Okręg wyborczy Midhurst
Okręg wyborczy Midhurst powstał w 1311 r. i wysyłał do angielskiej, a następnie brytyjskiej, Izby Gmin dwóch deputowanych. W 1832 r. liczbę mandatów przypadających na okręg zmniejszono do jednego. Okręg obejmował miasto Midhurst w hrabstwie Sussex. Został zlikwidowany w 1885 r.

## Deputowani do brytyjskiej Izby Gmin z okręgi Midhurst

### Deputowani w latach 1311-1660
- 1399: Michael Bageley
- 1415: Johannes Ives
- 1415–1425: Johannes Sewale
- 1425: ? Westlond
- 1426: Walter Lucas
- 1563–1567: Edward Banister
- 1604–1611: Francis Nevile
- 1604–1611: Richard Weston
- 1614: Thomas Bowyer
- 1621–1622: Richard Lewkner
- 1621–1622: John Smithe
- 1640: Robert Long
- 1640–1641: ? Chaworth
- 1640–1642: Thomas May
- 1641–1653: William Cawley
- 1645–1653: Gregory Norton
- 1659: William Yalden
- 1659: Benjamin Weston
- 1659–1660: William Cawley

### Deputowani w latach 1660–1832
- 1660–1661: William Willoughby
- 1660–1661: John Steward
- 1661–1679: John Lewknor
- 1661–1661: Adam Browne
- 1661–1679: John Steward
- 1679–1679: William Morley
- 1679–1681: John Alford
- 1679–1681: John Lewknor
- 1681–1685: William Montagu
- 1681–1685: John Cooke
- 1685–1701: William Morley
- 1685–1705: John Lewknor
- 1701–1713: Lawrence Alcock
- 1705–1709: Robert Orme
- 1709–1710: Thomas Meredyth
- 1710–1711: Robert Orme
- 1711–1715: John Pratt
- 1713–1721: William Woodward Knight
- 1715–1717: John Aland
- 1717–1729: Alan Brodrick, 1. wicehrabia Midleton
- 1721–1722: Richard Mill
- 1722–1736: Bulstrode Peachey Knight
- 1729–1734: Richard Mill
- 1734–1754: Thomas Bootle
- 1736–1738: Henry Peachey
- 1738–1744: John Peachey
- 1744–1761: John Peachey
- 1754–1761: John Sargent
- 1761–1765: William Douglas Hamilton
- 1761–1768: John Burgoyne
- 1765–1768: Bamber Gascoyne
- 1768–1774: Henry Fox-Strangways, lord Stavordale
- 1768–1774: Charles James Fox, wigowie
- 1774–1774: Herbert Mackworth
- 1774–1774: Clement Tudway
- 1774–1780: Henry Seymour Conway
- 1774–1780: John Ord
- 1780–1780: John St John
- 1780–1790: Henry Drummond
- 1780–1784: Sampson Gideon
- 1784–1784: Benjamin Lethieullier
- 1784–1790: Edward Cotsford
- 1790–1796: Percy Charles Wyndham
- 1790–1795: Charles William Wyndham
- 1795–1796: Peter Thellusson
- 1796–1800: Sylvester Douglas
- 1796–1802: Charles Long
- 1800–1806: George Smith
- 1802–1802: Samuel Smith
- 1802–1806: Edmund Turner
- 1806–1807: John Smith, torysi
- 1806–1807: William Wickham, torysi
- 1807–1807: Henry Watkin Williams-Wynn
- 1807–1807: William Plunket
- 1807–1807: Samuel Smith
- 1807–1812: James Abercromby, wigowie
- 1807–1818: Thomas Thompson
- 1812–1812: George Smith
- 1812–1817: Philip Stanhope, wicehrabia Mahon
- 1817–1818: Oswald Mosley
- 1818–1820: Samuel Smith
- 1818–1830: John Smith, torysi
- 1820–1830: Abel Smith, torysi
- 1830–1831: John Abel Smith
- 1830–1831: George Smith
- 1831–1832: George Robert Smith
- 1831–1832: Martin Tucker Smith

### Deputowani w latach 1832–1885
- 1832–1835: Frederick Spencer, wigowie
- 1835–1837: William Stephen Poyntz, wigowie
- 1837–1841: Frederick Spencer, wigowie
- 1841–1846: Horace Seymour, Partia Konserwatywna
- 1846–1856: Spencer Horatio Walpole, Partia Konserwatywna
- 1856–1859: Samuel Warren, Partia Konserwatywna
- 1859–1859: John Hardy, Partia Konserwatywna
- 1859–1874: William Townley Mitford, Partia Konserwatywna
- 1874–1874: Charles Perceval, Partia Konserwatywna
- 1874–1885: Henry Holland, Partia Konserwatywna